# Тэймэй
Императрица Тэймэй (яп. 貞明皇后 Тэймэй ко:го:, имя при рождении Садако Кудзё; 25 июля 1884, Токио — 17 мая 1951, Хатиодзи) — японская императрица, супруга императора Тайсё и мать императора Хирохито (Сёва).

## Биография
Принцесса Садако Кудзё родилась 25 июля 1884 года в Токио в семье принца Кудзё Мититаки, из рода Кудзё клана Фудзивара, и его супруги Номы Икуко.
25 мая 1900 года Садако вышла замуж за тогда ещё наследного принца Японии Ёсихито, будущего императора Тайсё. Супруги стали проживать не в императорском дворце, а в недавно отстроенном дворце Акасака в Токио. Родив в 1901 году сына и наследника престола Японии, принцесса Садако стала первой наследной принцессой и будущей женой императора, которая родила наследника после 1750 года.
12 июля 1912 года её супруг стал императором, Садако получила титул императрицы Японии. У её супруга было слабое здоровье, он страдал психическими расстройствами. По этой причине императрица оказывала большое влияние на императорский двор, активно продвигала движение Красного креста в Японии. Отношения в императорской четы были очень хорошими, о чём свидетельствует тот факт, что у императора за годы брака не было ни одной наложницы и то, что императрица смогла родить супругу четверых сыновей. Император тем самым прервал многолетнюю традицию в японском императорском доме заводить наложниц.
После смерти императора 25 декабря 1926 года Садако стала вдовствующей императрицей. Она яростно противилась участию Японии во Второй мировой войне, что, вероятно, вызвало конфликт с сыном Хирохито.
Скончалась вдовствующая императрица в возрасте 66 лет 17 мая 1951 года во дворце Омия в Токио и была похоронена рядом с мужем в императорском мавзолее в Токио. Посмертно ей был присвоен титул императрицы Тэймэй.

### Титулы
- 25 июля 1884 — 25 мая 1900: Принцесса Садако Кудзё
- 25 мая 1900 — 30 июля 1912: Её Императорское Высочество Кронпринцесса Японии
- 30 июля 1912 — 25 декабря 1926: Её Императорское Величество Императрица-консорт Японии
- 25 декабря 1926 — 17 мая 1951: Её Императорское Величество Вдовствующая императрица Японии
- Посмертный титул: Её Императорское Величество Императрица Тэймэй

## Награды
- 9.05.1900 — орден Драгоценной короны[2]
- 10.11.1915 — памятная медаль в честь восшествия на престол императора Тайсё[3]

## Галерея

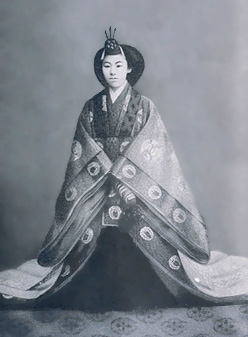
Императрица после коронации в дзюни-хитоэ и с причёской осубэракаси, 1912 год
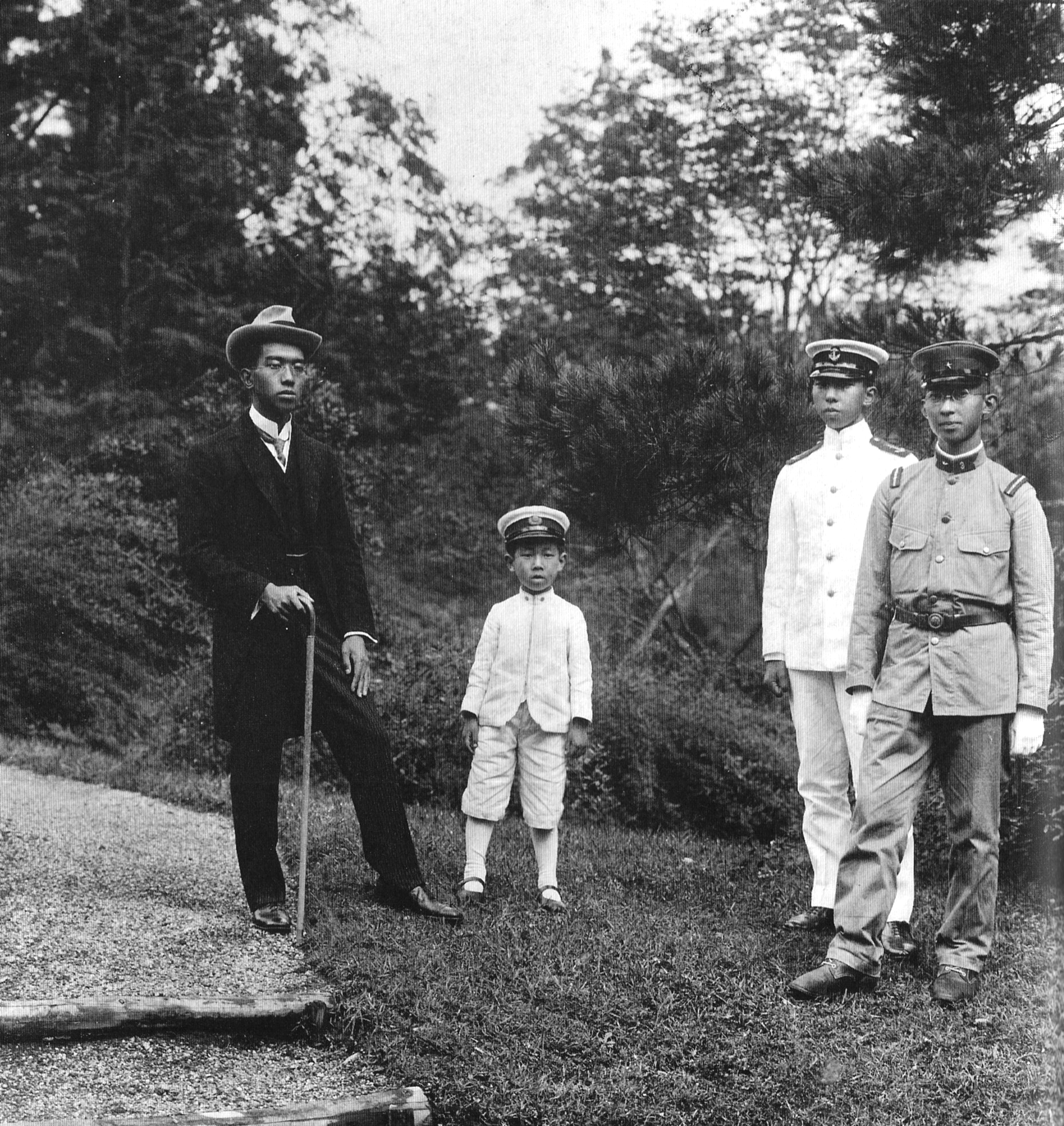
Четверо сыновей императрицы в 1921 году: Хирохито, Титибу, Такамацу и Микаса
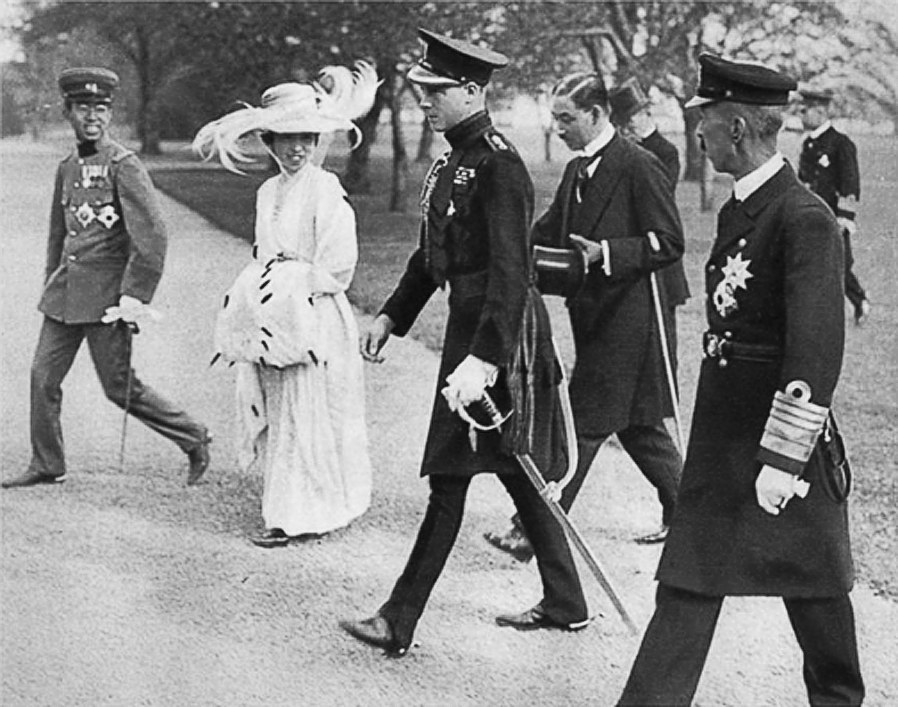
Императрица Садако вместе с сыном Хирохито и принцем Уэльским Эдуардом, будущим королём Эдуардом VIII
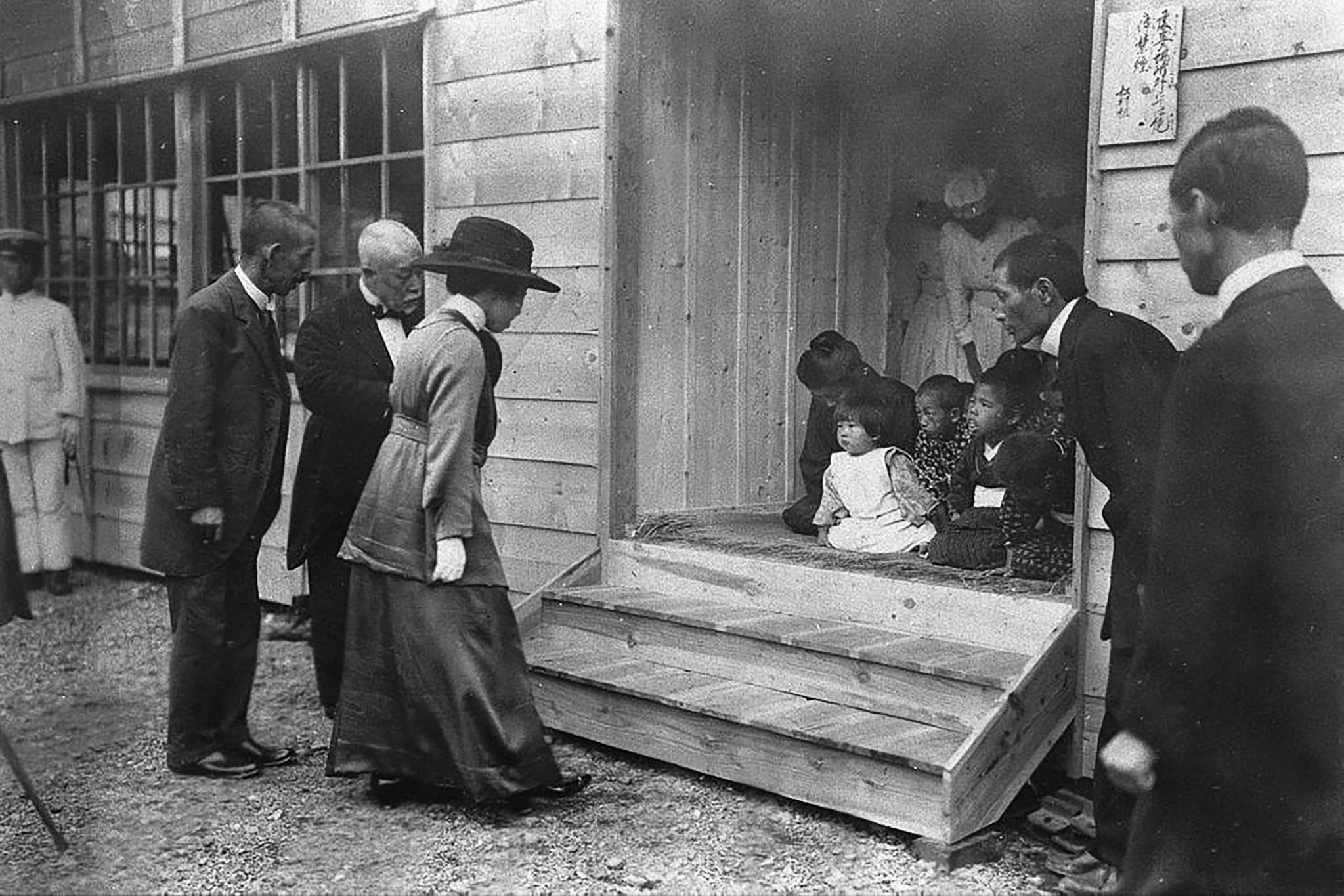
Императрица посещает госпиталь, куда поступали жертвы великого землетрясения Канто в 1923 году
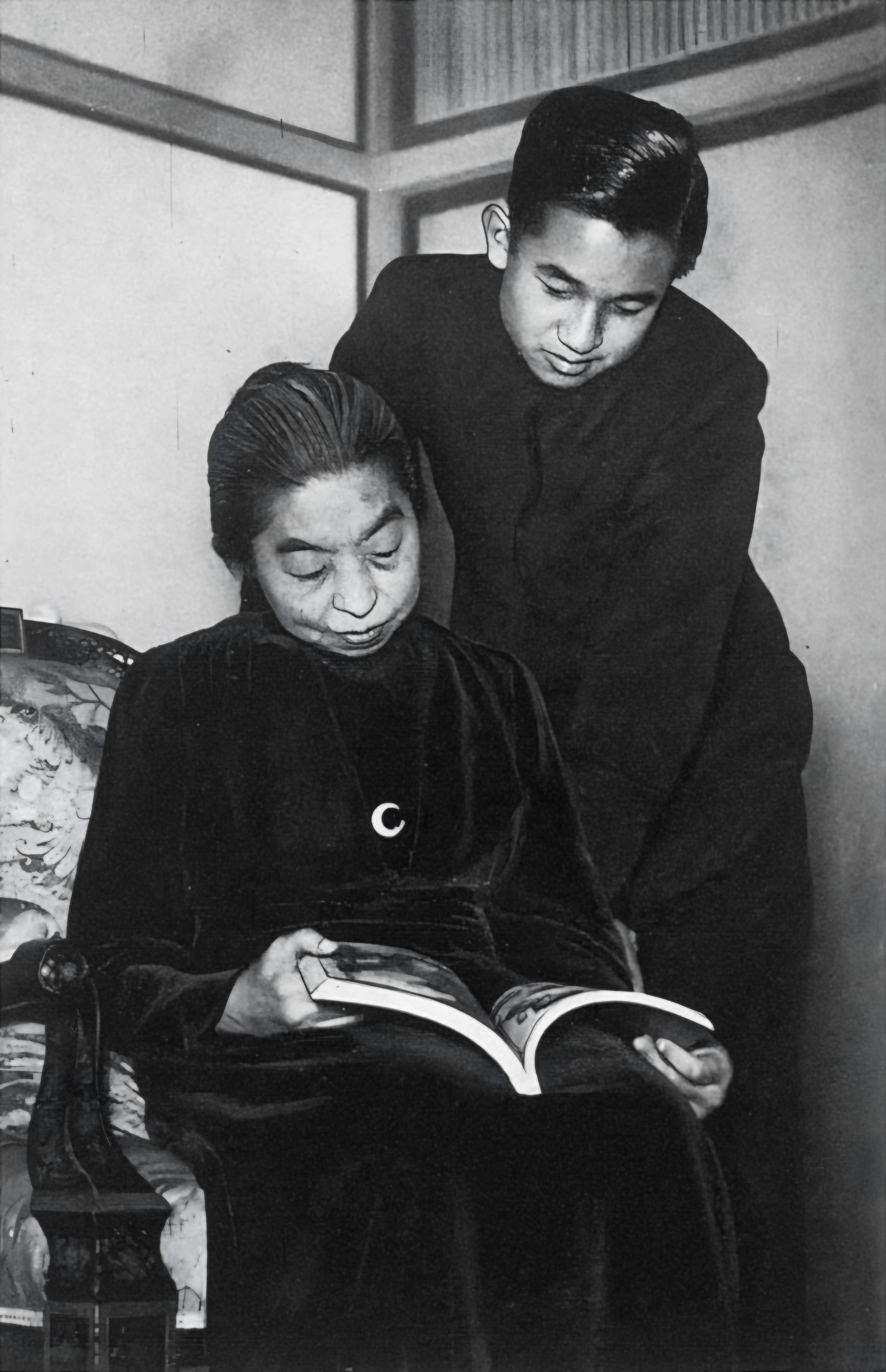
Императрица вместе с внуком Акихито в  1949